# Clubiona rybini
Clubiona rybini là một loài nhện trong họ Clubionidae.
Loài này thuộc chi Clubiona. Clubiona rybini được miêu tả năm 1992 bởi Mikhailov.